# Булохово
Булохово — деревня в Новоржевском районе Псковской области России. Входит в состав Вехнянской волости.
Расположена в 3 км к западу от города Новоржев.

## Население
| 2001 | 2002 | 2010 |
| ---- | ---- | ---- |
| 143  | ↘135 | ↘125 |

Численность населения по состоянию на конец 2000 года составляла 143 человека.

## История
С 1995 до 2005 года деревня входила в состав ныне упразднённой Зареченской волости с центром в д.Заречье, с 2006 до 2015 года — в Оршанскую волость.